# 투렌

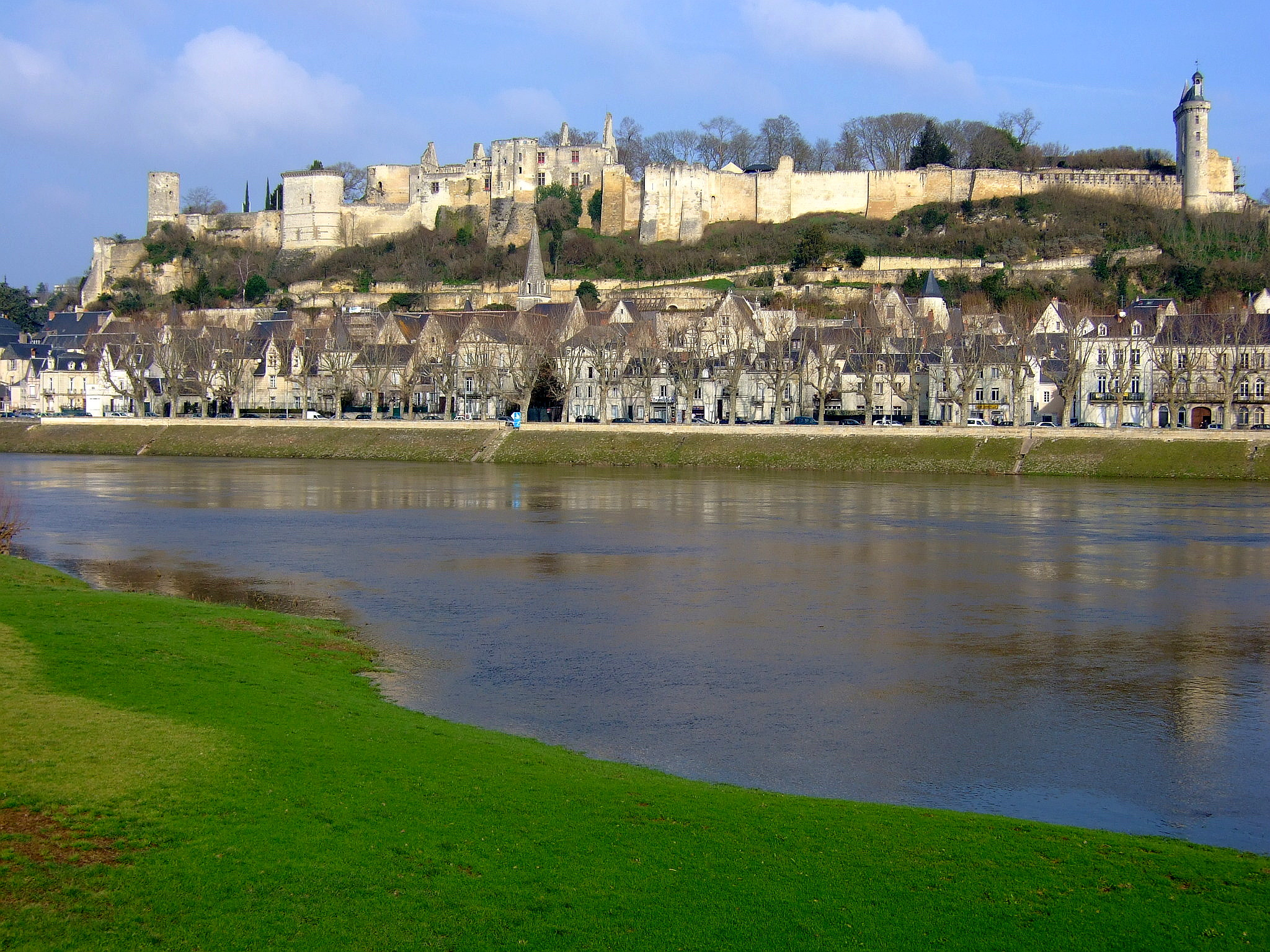

투렌(프랑스어: Touraine)은 프랑스의 전통적인 프로뱅스 중 하나이다. 주요 도시는 투르이다. 1790년 프랑스의 데파르트망에 의해 앵드레루아르, 루아레셰르, 앵드르, 비엔주로 나뉘었다.

## 같이 보기
- 상트르발드루아르